# Ogyris hewitsoni
Ogyris hewitsoni är en fjärilsart som beskrevs av Suffert 1902. Ogyris hewitsoni ingår i släktet Ogyris och familjen juvelvingar. Inga underarter finns listade i Catalogue of Life.